# Salles (Deux-Sèvres)
Salles – miejscowość i gmina we Francji, w regionie Nowa Akwitania, w departamencie Deux-Sèvres.
Według danych na rok 1990 gminę zamieszkiwało 307 osób, a gęstość zaludnienia wynosiła 40 osób/km² (wśród 1467 gmin regionu Poitou-Charentes Salles plasuje się na 710. miejscu pod względem liczby ludności, natomiast pod względem powierzchni na miejscu 954.).